# May Louise Flodin
May Louise Flodin, né le 5 septembre 1934 et morte le 4 février 2011, gagne le concours Miss Monde en 1952, représentant la Suède. 
Elle est la deuxième suédoise à remporter ce prix.